# Дюссельдорф (аеропорт)
Аеропорт Дюссельдорф (нім. Flughafen Düsseldorf, (IATA: DUS, ICAO: EDDL))  — цивільний міжнародний аеропорт, розташований за 7 км від центру Дюссельдорфа, столиці федеральної землі Північний Рейн-Вестфалія (Німеччина).
Розташовано на території Рейнсько-Рурського регіону і неподалік від південно-західної межі Рурської області, аеропорт є третім за пасажирообігом в Німеччині (після Мюнхена і Франкфурта-на-Майні).
Є хабом для:
- Eurowings
- Condor
- Corendon Airlines
- SunExpress Deutschland
- TUI fly Deutschland

## Термінали
Аеропорт Дюссельдорфа має три термінали, з'єднані центральним залом, хоча термінали є, конкорсами однієї термінальної будівлі. Нинішні будівлі терміналів здатні обслуговувати до 22 мільйонів пасажирів на рік.

### Термінал A
Термінал А був відкритий у 1977 році та має 16 гейтів (A01-A16), що використовують Lufthansa та Eurowings, їх авіакомпанії-партнери та члени Star Alliance, All Nippon Airways, Air China, Austrian Airlines, Croatia Airlines, LOT Polish Airlines, Scandinavian Airlines, TAP Portugal та Swiss International Air Lines. У терміналі А розташовано два салони Lufthansa. Його було реконструйовано протягом двох років після пожежі 1996 року. Oneworld carrier Cathay Pacific також використовує термінал A. З 21 липня 2016 року авіакомпанія Singapore Airlines почала користуватись терміналом А. Cathay Pacific член альянсу Oneworld також використовує термінал А. З 21 липня 2016 року авіакомпанія Singapore Airlines розпочала користуватись терміналом А.

### Термінал B
Термінал В було відкрито в 1973 році, він має 11 гейтів (B01-B11), що використовуються для внутрішніх та європейських напрямків кількома членами Star Alliance, такими як Aegean Airlines, та членами альянсів SkyTeam та Oneworld, такими як Alitalia, British Airways, KLM, Finnair, Iberia та Air France. Також у цьому терміналі розташовані туристичні оператори, такі як TUIfly та Condor. У терміналі B є оглядовий майданчик та зали авіакомпаній Air France та British Airways. Після пожежі в 1996 р. вся будівля терміналу була демонтована та реконструйована. Її було знову відкрито в 2001 році.

### Термінал C
Термінал C був відкритий у 1986 році та має 8 гейтів (C01-C08), які використовуються виключно для не- шенгенських авіаліній авіакомпаніями, які не є членами Star Alliance (крім Turkish Airlines). Це далекомагістральні маршрути, серед інших - Delta Air Lines, Emirates, Etihad Airways, Mahan Air, та Turkish Airlines. Термінал C має прямий доступ до Maritim Hotel Airport City, який є частиною німецької готельної мережі, та будинків для відпочинку від Air Berlin та Emirates. Термінал C був найменш постраждалим терміналом після пожежі в 1996 році. Його була знову відкрито в 1996 році після інтенсивних ремонтних робіт. Таким чином, він був єдиним терміналом аеропорту Дюссельдорф протягом декількох років. Термінал C має три телетрапи для роботи з Airbus A380.

### Виконавчий термінал
Jet Aviation експлуатує невеликий термінал виключно для приватних та корпоративних клієнтів.

## Наземний транспорт

### Залізничний
Аеропорт обслуговує дві залізничні станції — Аеропорт Дюссельдорф для потягів далекого прямування та Термінал аеропорту Дюссельдорф обслуговує потяги лінії S11 міської електрички регіону Рейн-Рур.
Лінія автоматичної монорейки сполучає термінали аеропорту із залізничною станцією Аеропорт Дюссельдорф.

### Автомобільний
До аеропорту можна дістатися  відгалуженням від автобану А44. Крім того, існує декілька місцевих автобусних ліній, що сполучають аеропорт з прилеглими районами та центром міста Дюссельдорф.

## Авіалінії та напрямки, серпень 2023
| Авіакомпанія                  | Пункт призначення |
| ----------------------------- | --- |
| Aegean Airlines               | Афіни, Салоніки Сезонний: Іракліон |
| Aer Lingus                    | Дублін |
| Air Albania                   | Тирана |
| airBaltic                     | Рига |
| Air Cairo                     | Хургада, Марса-Алам, Шарм-ель-Шейх |
| Air France                    | Париж-Шарль де Голль |
| Air Mediterranean             | Дамаск |
| Air Serbia                    | Белград |
| AnadoluJet                    | Анталія, Стамбул–Сабіха Гьокчен Сезонно: Анкара |
| Austrian Airlines             | Відень |
| British Airways               | Лондон-Сіті, Лондон-Хітроу |
| Condor                        | Фуертевентура, Мадейра, Гран-Канарія, Хургада, Ла-Пальма, Лансароте, Пальма-де-Майорка, Сулейманія, Тенерифе-Південний Сезонно: Агадір (з 2 листопада 2023), Аліканте, Альмерія, Анталія, Афіни, Бейрут, Ханья, Корфу, Фару, Іракліон, Херес, Карпатос, Кавала, Кефалонія, Кос, Ламеція-Терме, Ларнака, Малага, Ніцца, Ольбія, Превеза, Родос, Рієка, Самос, Скіатос, Спліт, Закінф Сезонний чартер: Абу-Дабі, Бріджтаун, Дубай-Аль-Мактум, Мартиніка, Монтего-Бей, Приштина, Пунта-Кана |
| Corendon Airlines             | Анталія, Фуертевентура, Гран-Канарія, Хургада, Тенерифе-Південний Сезонні: Адана, Анкара, Корфу, Іракліон, Ізмір, Кайсері, Кос, Лансароте, Марса-Алам, Надор, Пальма-де-Майорка, Родос, Самсун, Трабзон, Зонгулдак |
| Croatia Airlines              | Сезонний: Спліт |
| Delta Air Lines               | Атланта |
| Egyptair                      | Каїр |
| Emirates                      | Дубай |
| Etihad Airways                | Абу-Дабі (з 1 жовтня 2023) |
| European Air Charter          | Сезонний чартер: Бургас, Варна |
| Eurowings                     | Агадір, Аліканте, Афіни, Барселона, Бейрут, Белград, Мілан-Бергамо, Берлін, Більбао, Бірмінгем, Болонья, Бухарест, Будапешт, Катанія, Копенгаген, Дрезден, Дублін, Единбург, Ербіль, Фару, Флоренція, Фуертевентура, Мадейра, Женева, Гетеборг, Гран-Канарія, Грац, Гамбург, Ібіца, Краків, Лансароте, Ларнака, Лісабон, Лондон–Хітроу, Ліон, Манчестер, Марса-Алам, Мілан–Мальпенса, Мюнхен, Неаполь, Ньюкасл, Ніцца, Осло-Гардермуен, Пальма-де-Майорка, Прага, Приштина, Рим–Ф’юмічіно, Зальцбург, Софія, Спліт, Стокгольм–Арланда, Зюльт, Тбілісі, Тель-Авів (з 2 грудня 2023), Тенерифе-Південний, Салоніки, Тромсе, Валенсія, Венеція, Відень, Вроцлав, Єреван, Загреб, Цюрих Сезонні: Адана, Барі, Бастія, Берген, Бріндізі, Кальярі, Ханья, Корфу, Дубровник, Іракліон, Івало (з 23 грудня 2023), Ізмір, Джерсі, Каламата, Кавала, Кіттіля, Кіруна, Кютах'я, Куусамо (з 21 січня 2024),Ламеція-Терме, Ла-Пальма, Малага, Мальта, Марракеш, Менорка, Міконос, Корнуолл, Ольбія, Порту, Пула, Рейк'явік, Рієка, Родос, Рованіемі, Самос, Самсун, Санторіні, Танжер, Тирана, Тіват, Варна, Верона, Волос, Задар, Закінф |
| Finnair                       | Гельсінкі |
| FlyErbil                      | Ербіль, Сулейманія |
| FlyOne                        | Кишинів, Єреван |
| Freebird Airlines             | Сезонний чартер: Анталія, Хургада |
| HiSky                         | Кишинів (з 26 вересня 2023) |
| Iberia                        | Мадрид |
| Iraqi Airways                 | Багдад, Ербіль |
| ITA Airways                   | Мілан–Лінате |
| KLM                           | Амстердам |
| LOT Polish Airlines           | Варшава-Шопен |
| Lufthansa                     | Франкфурт, Мюнхен |
| Marabu                        | Сезонно: Іракліон |
| Middle East Airlines          | Бейрут |
| Norwegian Air Shuttle         | Осло-Гардермуен |
| Nouvelair                     | Джерба, Монастір, Туніс |
| Pegasus Airlines              | Анкара, Газіантеп, Стамбул–Сабіха Гекчен, Ізмір, Кайсері, Самсун Сезонний: Анталія, Кютах’я |
| Play                          | Сезонний: Рейк'явік |
| Qatar Airways                 | Доха |
| Royal Air Maroc               | Сезонний: Надор, Уджда |
| Royal Jordanian               | Амман (з 23 вересня 2023) |
| Scandinavian Airlines         | Копенгаген, Осло–Гардермуен, Стокгольм–Арланда |
| SkyAlps                       | Больцано |
| Southwind Airlines            | Сезонний чартер: Анталія |
| SunExpress                    | Адана, Анкара, Анталія, Діярбакир, Елязиг, Газіантеп, Ізмір, Кайсері, Самсун, Трабзон Сезонний: Бодрум, Даламан, Едреміт, Ескішехір, Хатай, Конья, Кютах'я, Малатья, Орду, Зондак |
| Swiss International Air Lines | Цюрих |
| Tailwind Airlines             | Сезонний чартер: Анталія |
| TAP Air Portugal              | Лісабон |
| TUI fly Deutschland           | Боа-Вішта, Дакар-Діас, Фуертевентура, Гран-Канарія, Хургада, Лансароте, Марса-Алам, Сал, Тенерифе-Південний Сезонний: Корфу, Даламан, Енфіда (з 6 травня 2024), Фару, Мадейра, Іракліон, Ібіца, Херес, Кос, Ларнака, Луксор, Менорка, Пальма-де-Майорка, Патри, Родос |
| Tunisair                      | Джерба, Монастір, Туніс |
| Turkish Airlines              | Стамбул Сезонний: Адана, Анкара, Анталія, Діярбакир, Газіантеп, Ізмір, Кайсері, Орду Самсун, Трабзон |
| Volotea                       | Бордо |
| Vueling                       | Барселона Сезонний: Флоренція |

## Статистика
|                                 | Пасажирообіг    | Авіатрафік | Вантажообіг (тонн) |
| ------------------------------- | --------------- | ---------- | ------------------ |
| 2000                            | 16.03 million   | 194,016    | 59,361             |
| 2001                            | ▼ 15.40 million | ▼ 193,514  | ▼ 51,441           |
| 2002                            | ▼ 14.75 million | ▼ 190,300  | ▼ 46,085           |
| 2003                            | ▼ 14.30 million | ▼ 186,159  | ▲ 48,419           |
| 2004                            | ▲ 15.26 million | ▲ 200,584  | ▲ 86,267           |
| 2005                            | ▲ 15.51 million | ▲ 200,619  | ▲ 88,058           |
| 2006                            | ▲ 16.59 million | ▲ 215,481  | ▲ 97,000           |
| 2007                            | ▲ 17.83 million | ▲ 227,899  | ▼ 89,281           |
| 2008                            | ▲ 18.15 million | ▲ 228,531  | ▲ 90,100           |
| 2009                            | ▼ 17.79 million | ▼ 214,024  | ▼ 76,916           |
| 2010                            | ▲ 18.98 million | ▲ 215,540  | ▲ 87,995           |
| 2011                            | ▲ 20.39 million | ▲ 221,668  | ▼ 81,521           |
| 2012                            | ▲ 20.80 million | ▼ 210,298  | ▲ 86,820           |
| 2013                            | ▲ 21.23 million | ▲ 210,828  | ▲ 110,814          |
| 2014                            | ▲ 21.85 million | ▼ 210,732  | ▲ 114,180          |
| 2015                            | ▲ 22.48 million | ▼ 210,208  | ▼ 90,862           |
| 2016                            | ▲ 23.52 million | ▲ 217,575  | ▲ 93,689           |
| 2017                            | ▲ 24.62 million | ▲ 221,635  | ▲ 102,107          |
| 2018                            | ▼ 24.28 million | ▼ 218,820  | ▼ 75,030           |
| Source: ADV, Düsseldorf Airport |                 |            |                    |